# Караван смерті (фільм, 1991)
«Караван смерті» — радянський бойовик режисера Івана Соловова 1991 року. Сюжет фільму будується навколо протистояння прапорщика прикордонних військ з загоном найманців, які прагнуть провести диверсію на території Радянського Союзу.

## Сюжет
Радянський бойовик, знятий слідами афганської кампанії. Війна вже закінчилася. Але в прикордонній зоні як і раніше йдуть бої між ворогуючими угрупованнями. Зовсім випадково свідками і учасниками бойової операції стають нічого не підозрюючі туристи.

## У ролях
- Олександр Панкратов-Чорний —  старший прапорщик Іван Мар'їн
- Борис Хмельницький —  лідер загону найманців
- Олена Кондулайнен —  археолог Оксана
- Володимир Трещалов —  Петро Юхимович, начальник прикордонного загону, підполковник
- Віктор Павлов —  підполковник Саблін, начальник політвідділу прикордонного загону
- Джаміля Агамурадова —  подруга Оксани, Джаміля
- Михайло Мамаєв —  сержант Гаглідзе
- Володимир Єпископосян —  Алі
- Павло Литвак —  старший сержант Кротов
- В'ячеслав Ільїн —  радист Печонкін, єфрейтор
- Мулькаман Оразов — Камал Татабеков, капітан
- Юрій Веригін — майор Лепьошкін
- Сапар Одаєв — провідник
- Ігор Шпілєв — Уткін
- Роман Курдюмов — епізод
- А. Лачауніск — епізод
- Мухаммет Бекієв — епізод
- Чари Сейтлієв — епізод
- Мурад Оразов — епізод
- Гаджиалій Сеїдов — епізод
- Ширлі Моллаєв — епізод
- Я. Одаєв — епізод
- Д. Одаєв — епізод
- Мурад Алієв — шейх
- Тетяна Лордкіпанідзе — Даша

## Знімальна група
- Режисер — Іван Соловов
- Сценарист — Геннадій Орєшкін
- Оператор — Олександр Гарибян
- Композитор — Євген Геворгян
- Художник — Анатолій Кочуров
- Продюсери — Михайло Бабаханов, Олександр Крилов